# Стовп (геральдика)
Сто́вп, або па́ля (англ. pale, ісп. palo, нім. Pfahl, пол. słup, порт. pala, рос. столп, фр. pal) — у геральдиці, блазонуванні вертикальна смуга на щиті. Займає середню третину щита. Почесна або головна геральдична фігура.

## Галерея

Звичайний
Тонкий